# Station Oklungen
Station Oklungen is een halte in Oklungen in de gemeente Porsgrunn in Telemark in  Noorwegen. De halte ligt aan Vestfoldbanen. In 2018 werd het gesloten voor personenvervoer.